# Kecerovce
Kecerovce (maďarsky Kecerpeklén, Kecerkosztolány, dohromady Kecer) jsou obec na Slovensku v okrese Košice-okolí. Obec leží v nadmořské výšce 328 metrů. Její katastrální území má rozlohu 13,81 km². Žije zde přibližně 4 100 obyvatel.
V obci se nachází římskokatolický kostel sv. Ladislava či dva zámečky.
V 80. letech byla lokalita Kecerovce považována za místo výstavby budoucí třetí slovenské jaderné elektrárny, jaderné elektrárny Kecerovce.